# Аин (фильм)
«Аи́н» (иер. трад. 半邊人, упр. 半边人, кант.-рус.: Пунь пинь янь, англ. Ah Ying) — гонконгская драма 1983 года, снятая режиссёром Алленом Фоном по сценарию Си Ёнпхина и Питера Вана. Фильм получил три награды Гонконгской кинопремии в категории «Лучший фильм», «Лучший режиссёр» и «Лучший монтаж». При этом фильм был номинирован ещё в 6 номинациях: «Лучший сценарий», «Лучшая мужская роль», «Лучшая женская роль», «Лучший новый актёр», «Лучшая операторская работа», «Лучшая музыка».
Картина была номинирована на высшую награду на 34-м Берлинском международном кинофестивале. В итоге фильм завоевал две премии: Премия Международной Католической организации в области кино — почетное упоминание (конкурсная программа) и Премия Европейской конфедерации художественного кино.

## Сюжет
Аин 22-летняя девушка, живущая в нищенских условиях (семья из десяти человек ютится в двух тесных комнатах) и работающая в семейном рыбном киоске на оживлённом рынке Гонконга. Она устраивается на работу в киностудию. Вместо того, чтобы платить за работу, ей позволяют бесплатно посещать курсы при киностудии. У неё завязываются отношения с её преподавателем — американцем китайского происхождения, который живёт в Гонконге в ожидании новостей о работе в США.

## В ролях
- Хёй Соуин[кит.] — Аин
- Питер Ван[англ.] — Чён Чхунпак
- Хёй Пхуй — отец Аин
- Яу Линьсам — мать Аин
- Хёй Вайхонь — старший брат
- Хёй Соулин — Алин
- Хёй Соукхэй — Акхэй
- Хёй Соулам — Алам
- Лау Качёнь — Асань
- Чён Каянь — будущий муж старшей сестры